# Frosta sparbank
Frosta sparbank var en svensk sparbank för Frosta härad med huvudkontor i Hörby, grundad 1848.

## Historik
Sveriges första häradssparbank, Färs härads sparbank, hade grundats i Sjöbo 1839 och fick snart en omfattande omsättning. Betänkligheter med att förvalta så stora belopp gjorde att banken valde att begränsa insättningen för boende utanför häradet, något som bland annat drabbade boende i Frosta härad.
Vid Frosta kontrakts hushållskommittés möte i Ousbyholm den 8 mars 1848 väcktes frågan om att starta en egen sparbank för häradet. Bankens reglemente sammanställdes och godkändes vid ett sammanträde den 15 maj. Verksamheten inleddes den 26 juli 1848. Banken var inledningsvis inhyst i Fulltofta herrgård.
I mars 1884 kunde bankens eget hus invigas i centrala Hörby. 1897 öppnade Skånska handelsbanken (senare Skandinaviska banken) ett avdelningskontor i samma lokal.
Den 30 mars 1945 uppgick Löberöds sparbank i Frosta härads sparbank. 1968 skedde en större konsolidering av de lokala sparbankerna när Höörs sparbank (grundad 1874) och Norra Rörums sparbank (grundad 1876) gick ihop med Frosta härads sparbank som bytte namn till Frosta sparbank.
1989 gick Frosta sparbank ihop med Färs härads sparbank för att bilda Färs och Frosta Sparbank. Verksamheten uppgick år 2014 i Sparbanken Skåne.

## Källhänvisningar
1. 1 2 3  Frosta härad : bygden och sparbanken, 1948
2. ↑  Frosta härad : bygden och sparbanken, 1948, s. 210
3. ↑  Sparbanksstatistik 1945, Statistiska centralbyrån, 1947
4. ↑  Sparbankerna 1968, Statistiska centralbyrån, Stockholm 1969